# János Chawko
János Chawko (Bardejov, 7 ottobre 1922 – 11 novembre 1997) è stato un calciatore cecoslovacco, di ruolo ala.
Il suo nome venne italianizzato in Giovanni.

## Carriera
Ha esordito in Serie A con la maglia del Palermo il 19 settembre 1948 in Fiorentina-Palermo (0-3).
Ha giocato in massima serie anche con la maglia del Como.